# Dolní Bousov (stacja kolejowa)
Dolní Bousov – stacja kolejowa w miejscowości Dolní Bousov, w kraju środkowoczeskim, w Czechach. Jest ważnym węzłem kolejowym o znaczeniu regionalnym. Znajduje się na wysokości 240 m n.p.m.
Jest zarządzana przez Správę železnic. Na stacji znajdują się kasy biletowe, na których istnieje możliwość zakupu biletów na wszystkie pociągi w tym międzynarodowe oraz rezerwacji miejsc.

## Linie kolejowe
- 063 Bakov nad Jizerou – Kopidlno
- 064 Mladá Boleslav – Stará Paka